# Fort Augustus
Fort Augustus je vesnice ve skotském pohoří Highlands na jihozápad od jezera Loch Ness. Z dříve vojenského městečka je dnes zastávka pro turisty směřující z jihozápadní strany k jezeru Loch Ness. V místě je k vidění řada zdymadel, které jsou součástí Kaledonského kanálu.
Zbytky vojenské pevnosti založené roku 1730 generálem Georgem Wade jsou zde patrné dodnes. Hlavní budova pevnosti byla několikrát opravena a změněna, až nakonec zůstala v soukromém vlastnictví. Dnes jsou v ní byty.